# Visingsö hamn

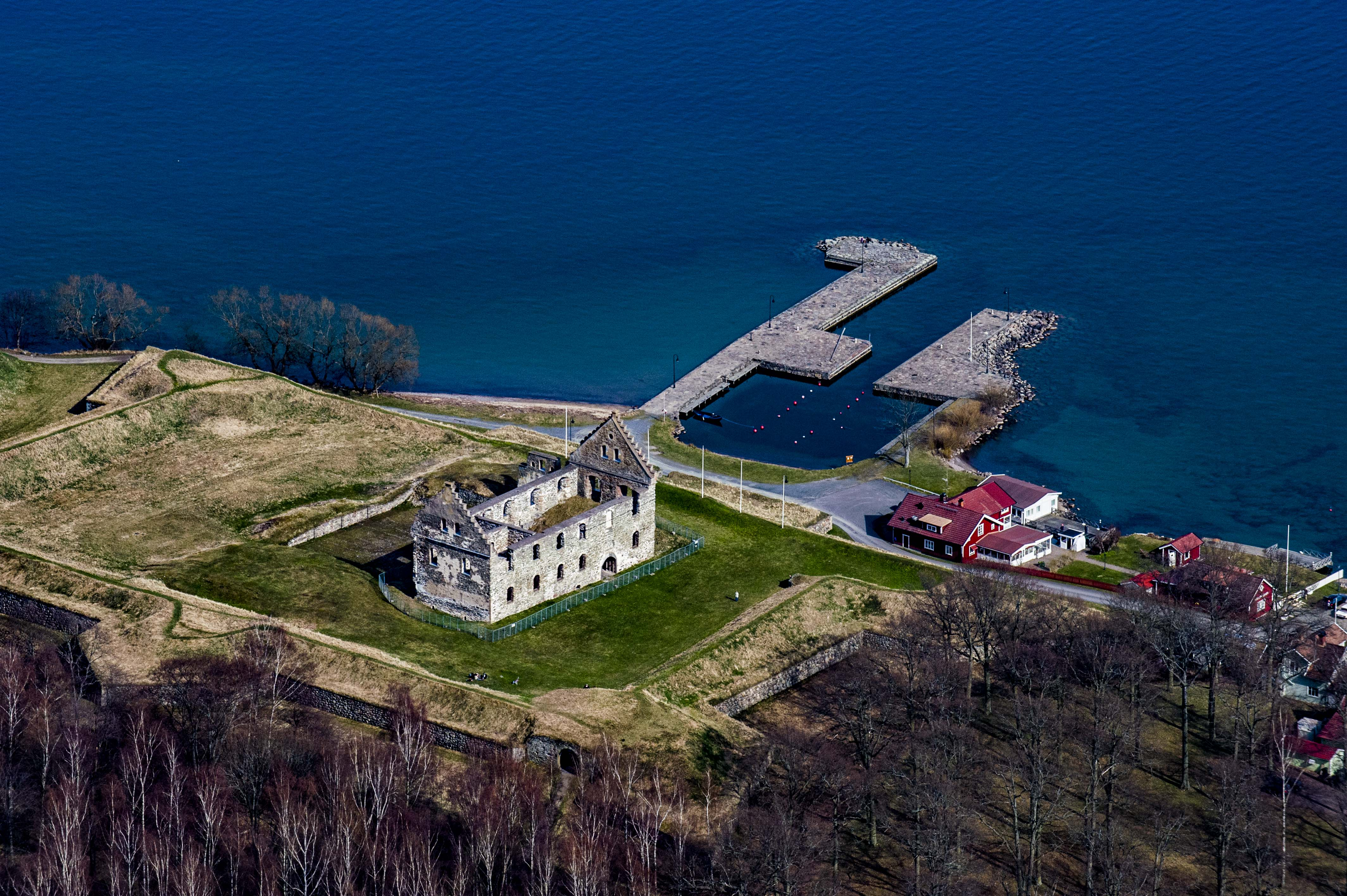
Visingsö ham,n med Visingsborg

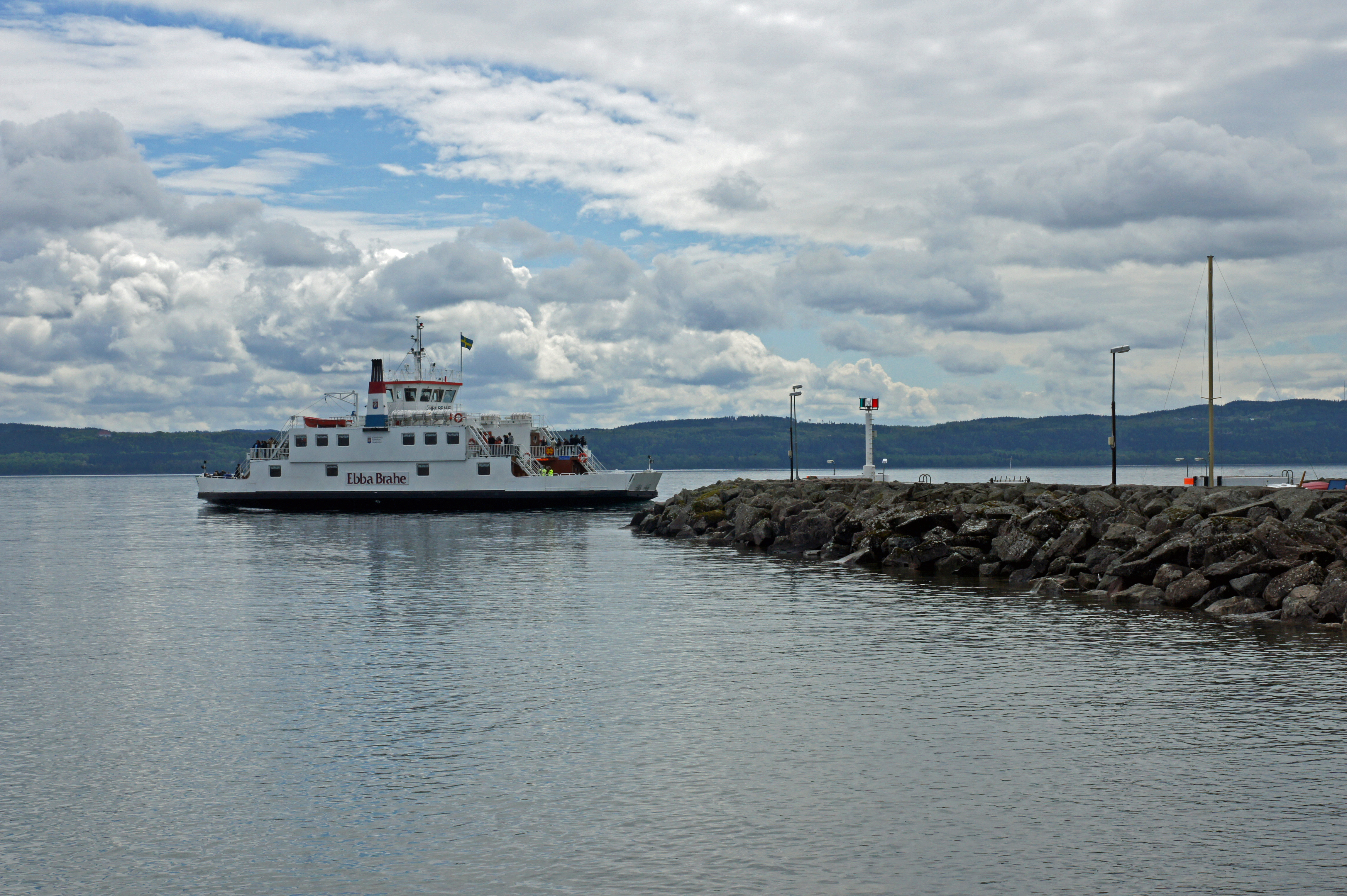
M/S Ebba Brahe på väg in i hamnen

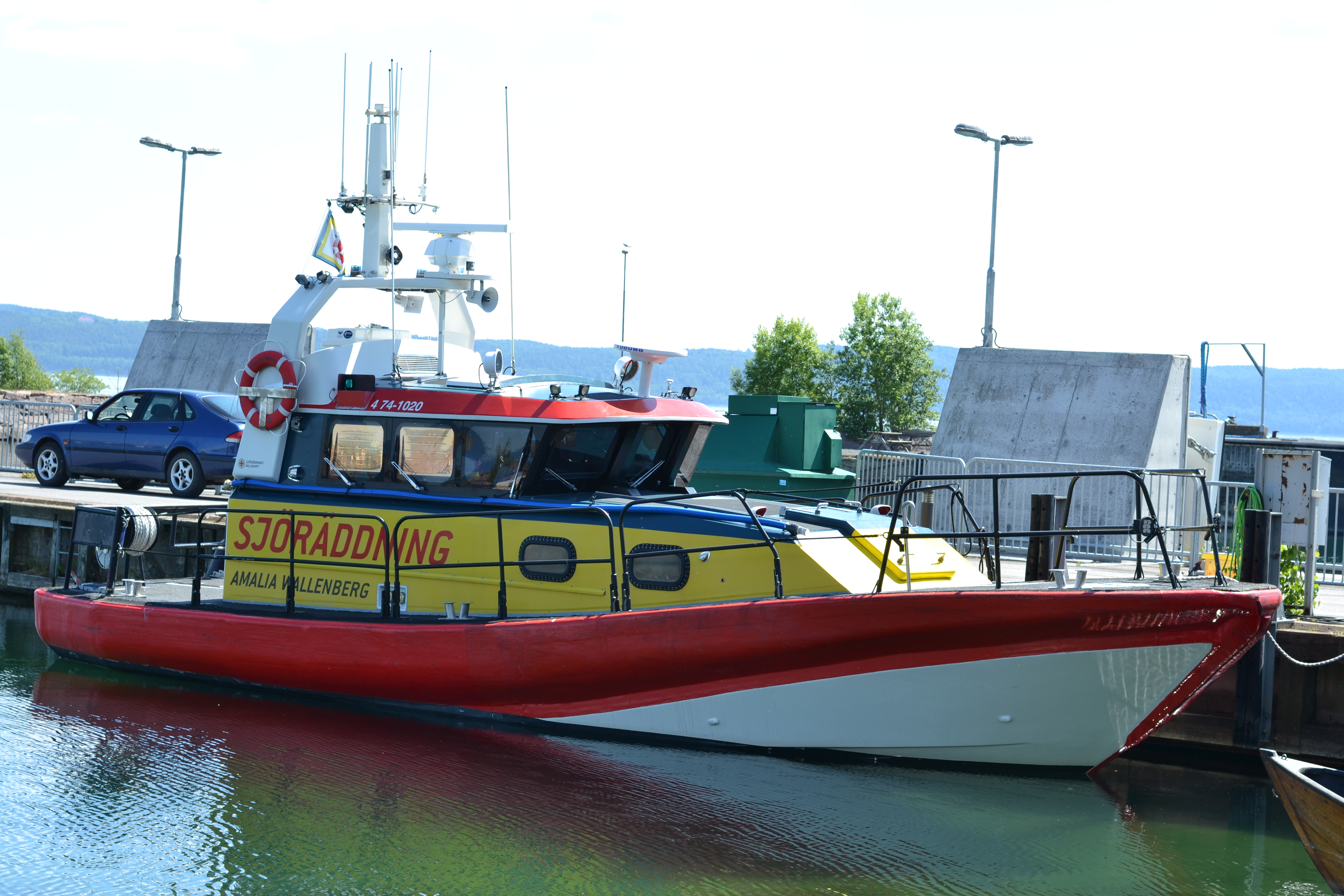
Rescue Amalia Wallenberg på Räddningsstation Visingsö

Visingsö hamn är en kommunägd småbåts- och färjehamn på östra sidan av Visingsö vid ruinerna efter Visingsborgs slott.
Den första hamnen anlades 1642 och låg utanför den tornkrönta sjöporten i slottets vall. Den bestod två utskjutande, jämnlånga bryggor. Efter en vårflod 1661 påbörjades omfattande förbättringsarbeten av hamnen med stenkistor och pirar. Hamnen var i huvudsak färdig vid Per Brahes död 1680. Den första ordnade båttrafiken till Visingsö tillkom på 1770-talet med en så kallad paketbåt, främst för de behov som Visingsö gymnasium hade. 
År 1800 beslöt Kammarkollegiet, som då förvaltade Visingsö kungsgård, att riva hamnen, men beslutet genomfördes inte helt, utan hamnen var fortfarande delvis användbar på 1840-talet efter reparationen av Styrelsen över Visingsös ekplanteringar efter 1831. 
Paketbåtstrafiken ersattes 1862 av reguljär ångbåtstrafik Jönköping–Gränna–Visingsö. Den gamla Visingsborgs hamn ersattes då av en hamn söder om denna, på platsen för den övergivna 1660-talshamnen, genom Skogsstyrelsens försorg. Vid hamnbygget utnyttjades sten från slottsvallarna till två pirar, som konstruerades med stenfyllda timmerkistor på vilka murades kajkanter av huggen sten. Mellanrummen fylldes med natursten och ovanpå lades flata stenhällar.
En ny hamnanläggning byggdes av Visingsö landskommun 1956, vilken anpassades för bilfärjor till Gränna hamn på Visingsöleden. Pirarna restaurerades 1992–1994.
I hamnen finns Räddningsstation Visingsö.